# 岩澤昌美
岩澤 昌美（いわさわ まさみ、1969年9月16日 - ）とは、静岡県藤枝市出身のフリーアナウンサー、スポーツキャスターである。アナウンスハウス所属。身長165センチ。サッカー3級審判員資格を持っている。

## プロフィール
「サッカーのまち」藤枝市出身のため、小学校では体育の授業でサッカーを経験。サッカーが生活の一部ではあったものの、中学校と高校ではソフトボール部に所属。中学では外野手、高校では二塁手など内野手でプレーした。
1988年、静岡県立藤枝西高等学校を卒業し藤枝警察署に勤務。交通課で腹話術による市民向けの交通安全教室を行った。
1992年、SBS静岡放送のキャスター募集に応募して入社。交通課での経験を生かしてニュース番組などでリポーターを務めたが、シリアスなニュースを真面目に伝えたにもかかわらず「顔が笑っている」と視聴者からのクレームを受け、天気予報や遊園地の絶叫マシーンリポートなどを行うことになった。
1993年、SBSに勤務の身でありながら、ワールドカップアメリカ大会アジア予選に参戦したサッカー日本代表の応援をするため、クビ覚悟でカタールへ行き、ドーハの悲劇に立会う。そして帰国後すぐにサッカー4級審判の資格を、続いて3級審判の資格を取った。
1994年3月、SBSを退社。5月にはサッカーにのめり込めるような環境をと東京へ転居しアナウンスハウス有限会社に入社したが、サッカーブームが終わっていたためテレビ埼玉の『やじ馬競馬』の仕事もした。
その後、ワールドカップフランス大会アジア予選でFM東京のサッカーリポーターとしてオマーンへ行き、続いてラジオ日本、文化放送などで代表や日本プロサッカーリーグ（Jリーグ）のリポーターを務めるほか、日刊スポーツなどの新聞、雑誌やテレビの仕事に携わり、1997年にはマレーシアでジョホールバルの歓喜、さらにワールドカップフランス大会やシドニーオリンピックのリポートをした。
2004年、キリンビールの企画によりサッカー日本女子代表の国内キャンプで体を張ったリポートを行うと、その直後には『SUKI!SUKI!フロンターレ』のパーソナリティに就任。また、ニッポン放送のJリーグ中継ではピッチサイドリポーターとして活動した。
2006年にSUKI!SUKI!フロンターレを降板。翌2007年からFM K-Cityの『VAMOS!川崎フロンターレ』4代目パーソナリティに。このころから「昌美姐さん」と呼ばれるようになった。また、それまで非公表であった実年齢を番組で公表した。

## おもな出演番組
- SUKI!SUKI!フロンターレ（iTSCOM／2004年 - 2006年）
- VAMOS!川崎フロンターレ（FM K-City／2007年 - 2012年）
- サテスタ!戸越銀座（ケーブルテレビ品川）